# Saserna glycera
Saserna glycera là một loài bướm đêm trong họ Noctuidae.